# Преображенский, Кирилл Александрович
Кири́лл Алекса́ндрович Преображе́нский (р. 1970, Москва) — российский художник, куратор, преподаватель. Участник документы 12. Работает преимущественно с видео.

## Биография
В период с 1990 по 1993 принимал участие в проектах группы «Van Gogh TV», в том числе в проекте Piazza Virtuale , представленном на документе 9. Участвовал в деятельности группы "Пиратское телевидение" Преподавал в Московской школе фотографии и мультимедиа им. А. Родченко (мастерская видеоарта). По состоянию на 2024 год преподает в Высшей школе экономики. В своей квартире, в пятиэтажке в Черемушках, открыл квартирную галерею. Один из создателей и идеологов видео-журнала Vidiot. В 2009 году выступил продюсером и художественным руководителем экспериментального видеофильма «Путь Самоделкина».

## Избранные выставки
- 2010— «Уроки рисования» (совместно с С. Глушковой). Квартирная галерея «Brown Stripe», Москва.
- 2007 — «Documenta 12» (Кассель, 2007 г.).
- 2002/07/09 — «ISM I, II, III» («Incredible Strange Museum»), XL Галерея, Москва; Центральный дом художника, Москва.
- 2006 — «Re-action» (совместно с «Radek Community»). Play-gallery for still and motion pictures, Берлин.
- 2006 — «Love songs» (совместно с Софией Глушковой). Галерея «Paperworks», Москва.
- 2003 — «Plan B» (совместно с А. Смирнским). XL Галерея, Москва.
- 2001 — «Subject and power. Lyrical voice». Арт-Москва, Москва.
- 1997 — «Платиновый век. Костюмированный бал» (совместно с А. Беляевым). ГЦСИ, Москва.
- 1994 — «Лаборатория Мерзлоты». Свободная Академия, Москва.
- 1994 — «U-87» (совместно с А. Беляевым) «Лаборатория Мерзлоты». Галерея «Риджина», Москва.
- 1992 — «Он» (совместно с А. Беляевым) «Лаборатория Мерзлоты». Музей Палеонтологии, Москва.
- 1991 — «Он» (совместно с А. Беляевым) «Лаборатория Мерзлоты». Галерея «Школа», Москва.

## Видеодокументация
- 1989 — «Видео — Балет» (совместно с Митей Горошевским),
- 1990 — «Видео — Живопись» (совместно с А. Беляевым),
- 1990 — «Видео — Балет II»
- 1990 — группа «Север»
- 1990 — «Молчат режиссёры параллельного кино» (совместно с К. Йотцо)
- 1991 — «Видео — поэзия» (совместно с К. Йотцо)
- 1991 — «Ностальгия»
- 1992 — «Лаборатория мерзлоты» (совместно с А. Беляевым)
- 1993 — «Видеология», «40:0 в пользу Б. Г.» (совм. с А. Липницким). РТР, Red Wave, Moroz Records «Биосинтез».

## Кураторские проекты
- 1990 Первые и последние/Die Ersten und die Letzten. Кассель. Киновидеопоказ русского дореволюционного кинематографа и параллельного кино [5]
- 2009 Начали! (Совместно с Е.Деготь), ArtPlay, Москва[6]
- 2010 Sense and Sensibility (совместно с Е.Лазаревой), ArtPlay, Москва[7]
- 2011 I am who I am, МAММ, Москва [8]
- 2011–2014 куратор программ видео-арт на международном кинофестивале «Зеркало», Ивановская область [9]
- 2011 Insight & Foresight, Музей Гараж совместно со Сколково [10]
- 2013 Что находится за этим занавесом?, Random Gallery, Москва [11]
- 2013 Чернуха, RuArts, Москва [12]
- 2015 Техника быстрого прохода через меняющуюся атмосферу, Рабочий и колхозница, Москва [13]
- 2015 Я здесь, потому что , Музей книги Чехова, Южно-Сахалинск [14]
- 2015–2016 Content, персональная выставка Владимира Омутова, площадка молодого искусства "Старт", Винзавод, Москва [15]
- 2016 Opvs modernvm (совместно с М.Розановым), Винзавод, Москва [16]
- 2016 Салон красоты, персональная выставка Елены Мартыненко, площадка молодого искусства "Старт", Винзавод, Москва [17]
- 2016 Период колебаний, персональная выставка Лизы Бобковой, площадка молодого искусства "Старт", Винзавод, Москва [18]
- 2016 Окультуренные сорняки, персональная выставка Елизаветы Чухланцевой, площадка молодого искусства "Старт", Винзавод, Москва [19] [20]
- 2016 Твоё будущее – это моё прошлое, персональная выставка Ксении Кудриной, площадка молодого искусства "Старт", Винзавод, Москва [21]
- 2016 Косая, персональная выставка Ульяны Подкорытовой, площадка молодого искусства "Старт", Винзавод, Москва [22]
- 2016 Safe house, персональная выставка Александра Приймаченко, площадка молодого искусства "Старт", Винзавод, Москва [23]
- 2017 Октябрьский переворот, Винзавод, Москва [24]
- 2017 Приходи на меня посмотреть, персональная выставка Владимира Карташова, площадка молодого искусства "Старт", Винзавод, Москва [25]
- 2017 Сомнительное основание, персональная выставка Антона Кушаева, площадка молодого искусства "Старт", Винзавод, Москва [26]
- 2017 Карамель, персональная выставка Ивана Хрящикова, площадка молодого искусства "Старт", Винзавод, Москва [27]
- 2018 Сахалин. Автобиография, Музей книги, Южно-Сахалинск [28]
- 2019 Учебная тревога, Винзавод, Москва [29]
- 2022 – 2023 кураторская программа «Freestyle», Лимасол – Дербент [30]
- 2023 Основано на реальных событиях (совместно с П.Могилиной), Москва, Винзавод [31] [32]